# Alcanadre
Alcanadre è una cittadina spagnola situata al nord de La Rioja, nei pressi del fiume Ebro.